# Kosakowo (Pommeren)
Kosakowo is een dorp in het Poolse woiwodschap Pommeren, in het district Pucki. De plaats maakt deel uit van de gemeente Kosakowo en telt 750 inwoners.